# Holešovický železniční most

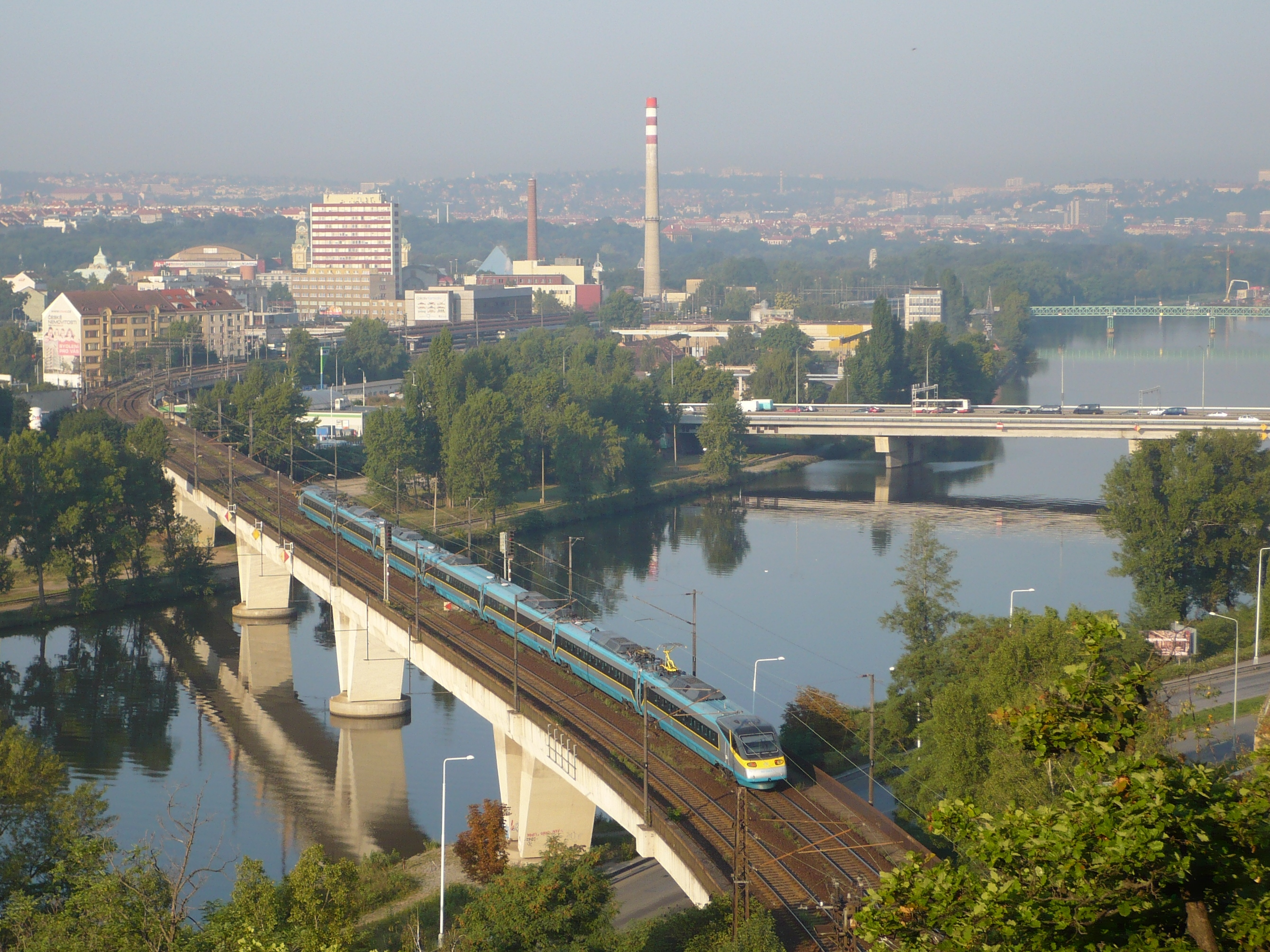
Pohled na most od Bílé Skály směrem k Holešovicím, v pozadí dále po proudu Most Barikádníků a za ním pak Trojský tramvajový most

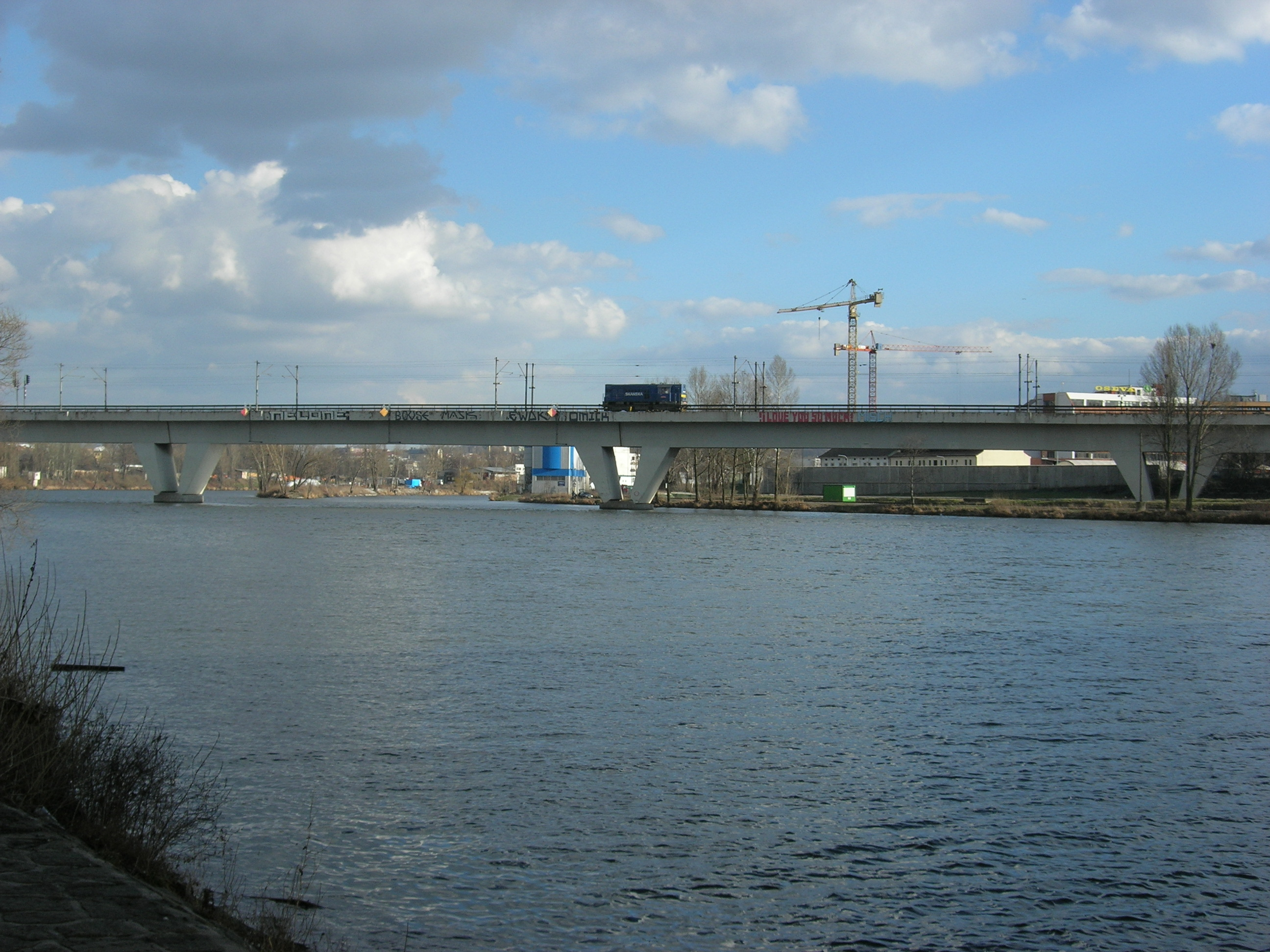
Pohled z nábřeží

Holešovický železniční most (pod Bulovkou) spojuje stanici Praha-Holešovice a odbočku Rokytka v Libni, je po něm vedena tzv. Holešovická přeložka. Navazuje na něj železniční tunel pod Bílou skálou. Most nebyl oficiálně pojmenován.
Jde historicky o pátý (po Negrelliho viaduktu, dvou vyšehradských mostech a branickém mostu) železniční most přes Vltavu v Praze. Přes řeku je veden šikmo, jeho levé předmostí (holešovické) se nachází dále po proudu řeky než předmostí pravé (libeňské).

## Stavební vývoj
Most je postaven z předpjatého betonu (stejně jako časově předcházející Nuselský most, konstrukčně se ale odlišuje). Most je rozdělen na 5 stejných polí po 77,5 m, každé je tvořeno dvoukloubovým rámem z předpjatého železobetonu. 4 návodní pilíře mají kruhový průřez a minimálně ovlivňují průtok a provoz na řece. Postup stavby navrhl Ing. Dr. Vilém Možíš a projektoval Ing. Jaroslav Vostřel z podniku Stavby silnic a železnic. Stavba byla kolaudována v prosinci 1976.